# إدجارد ليما دي ميلو
إدجارد ليما دي ميلو هو لاعب كرة قدم برازيلي في مركز الهجوم، ولد في 10 يونيو 1980 في سانتوس في البرازيل. لعب مع النادي الأهلي ونادي الكرامة.